# Aimeliik Power Plant
Aimeliik Power Plant ist ein Kraftwerk in Aimeliik, Palau. Es besteht zurzeit (2022) aus zwei dieselgetriebenen Generatoreinheiten mit einer installierten Leistung von zusammen 10 MW.

## Geschichte
Die Inbetriebnahme des Kraftwerks erfolgte im Oktober 1986. Die ursprünglich auf 16 MW Leistung aus fünf Generatoren ausgelegte Anlage wurde wegen Finanzierungsproblemen nur mit vier Generatoren mit einer Gesamtleistung von 12,8 MW ausgerüstet.
Infolge mangelhafter Wartung verursachte ein Treibstoffleck im November 2011 einen Großbrand, der das Kraftwerk weitgehend zerstörte. Mit der Hilfe der japanischen Regierung, die zwei 5-MW-Generatoreinheiten im Wert von 22 Millionen Dollar beisteuerte, konnte das Kraftwerk erneuert und im März 2014 wiedereröffnet werden.